# 惠特利市 (肯塔基州)
惠特利市（英語：Whitley City），是美国肯塔基州的一座城市。建立于1902年，面积约为6平方公里（2.3平方英里）。根据2010年美国人口普查，该市的人口为1,170人。